# ديفيد واتسون (مؤلف)
ديفيد واتسون (بالإنجليزية: David Watson)‏ هو مؤلف بريطاني، ولد في 1951.